# Asmus Finzen

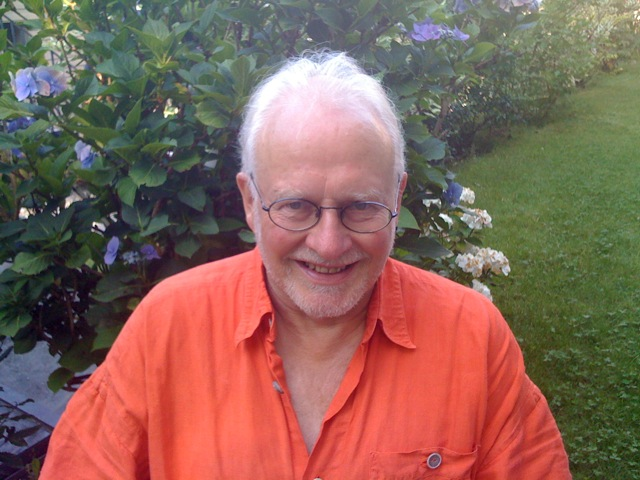
Asmus Finzen

Asmus Finzen (* 24. Februar 1940 auf einem Bauernhof bei Taarstedt in Angeln im Kreis Schleswig-Flensburg) ist Arzt Professor für Sozialpsychiatrie, und Wissenschaftspublizist.

## Leben
Nach dem Abitur an der Domschule in Schleswig im Jahr 1959 folgte das Studium der Medizin und der Soziologie von 1959 bis 1965 in Hamburg, Berlin, Tübingen und Kiel. Von 1966 bis 1968 die Medizinalassistentenzeit, in Bad Segeberg, Nevers/Frankreich, Kiel, Tübingen und Gießen und anschließend die Weiterbildung zum Arzt für Psychiatrie und Psychotherapie bei Walter Schulte und Rainer Tölle in Tübingen. 1968 erfolgte die Promotion in Kiel. Im gleichen Jahr begegnete Finzen Ronald D. Laing. Dieser Einfluss wurde 1969 durch Kontakte zu der sozialpsychiatrischen Gruppe John Wing und zu Douglas Bennett, dem Leiter der Tagesklinik am Maudsley Hospital bestärkt.
Ab 1969 engagierte er sich für die Angehörigenbewegung und seit 1985 auch für den neu gegründeten Bundesverband der Angehörigen für psychisch Kranke (BApK). 1971 war er Mitgründer der Aktion Psychisch Kranke e. V. Er war 1970 Gründungs- und Vorstandsmitglied der Deutschen Gesellschaft für Soziale Psychiatrie (DGSP).
Seit 1969 publizierte Finzen in der FAZ, später in der NZZ bis in die 1990er Jahre, sowie für die Zeitschriften Soziale Psychiatrie der DGSP, „Dr. med. Mabuse“, „Psychosoziale Umschau“ und „Sozialpsychiatrische Informationen“. Finzen war Mitbegründer und Herausgeber der sozialpsychiatrisch orientierten Zeitschrift „Psychiatrische Praxis“ von 1974 bis 2007. 1977 war er Mitbegründer des Psychiatrie-Verlags, 1994 Mitgründer „Edition Das Narrenschiff“.
Seit 1970 erhielt er Lehraufträge für Sozialpsychiatrie und Medizinsoziologie in Tübingen. 1973 erfolgte seine Habilitation; ab 1974 hielt er Vorlesungen als Professor für Sozialpsychiatrie in Tübingen, ab 1978 an der Medizinischen Hochschule Hannover, ab 1988 an der Universität Basel.
Seit der Eröffnung einer Tagesklinik an der Universität Tübingen im Jahr 1972 setzte sich Finzen als Vorkämpfer für die tagespsychiatrische Behandlung ein, die er als Alternative zu einer dauerhaften stationären Behandlung in psychiatrischen Anstalten betrachtete. Zu diesem gemeindenahen Konzept zählte auch die Eröffnung psychiatrischer Abteilungen an Allgemeinkrankenhäusern. Von 1971 bis 1975 war er Mitarbeiter bei der Psychiatrie-Enquête.
Als Direktor des Niedersächsischen Landeskrankenhauses in Wunstorf von 1975 bis 1987 und Professor an der Medizinischen Hochschule Hannover versuchte er, die psychiatrischen Reformideen zu konkretisieren. Seine Werke Die Tagesklinik – Psychiatrie als Lebensschule und Das Ende der Anstalt verdeutlichen dies. 1981 übernahm Finzen eine Gastprofessur in Lausanne. Im gleichen Jahr begann er eine beratende Funktion im Bundesministerium für Gesundheit. Von 1987 bis 2003 war er stellvertretender ärztlicher Direktor und Leiter der allgemeinen und Sozialpsychiatrie der Universitären Psychiatrischen Kliniken Basel. Dort baute er einen sozialpsychiatrischen Bereich mit dem Schwerpunkt schizophrene Erkrankungen auf.
Nach seiner Pensionierung übte Finzen auch Kritik an seiner Zunft. Am 13. November 2014 leitete er gemeinsam mit Peter Lehmann bei der Jahrestagung der Deutschen Gesellschaft für Soziale Psychiatrie  in Bremen das Symposium »Psychopharmaka absetzen: Warum, wann und wie«. Dabei erklärte Finzen, Ärzte würde nur lernen, wie man Psychopharmaka verabreicht, aber nicht, wie man sie wieder absetzt. Wenn ein Patient Psychopharmaka, die er langzeitig eingenommen hat, reduzieren oder absetzen wolle, habe der behandelnde Arzt ihm gefälligst zu helfen, auch wenn er anderer Meinung sei. Alles andere sei unethisch und ein Kunstfehler.

## Veröffentlichungen (Auswahl)
- Arzt, Patient und Gesellschaft. Die Orientierung der ärztlichen Berufsrolle an der sozialen Wirklichkeit. G. Fischer, Stuttgart 1969, DNB 456619151.
- Argumente für eine gemeindenahe Psychiatrie. (= Werkstattschriften zur Sozialpsychiatrie. 10). Habilitationsschrift. 1974, (4. Aufl. 1979)
- mit Hilde Schädle-Deininger: Die Psychiatrie-Enquête kurz gefasst. (= Werkstattschriften zur Sozialpsychiatrie. 15). 1976.
- Die Tagesklinik. Psychiatrie als Lebensschule. Piper, München 1977, ISBN 3-492-00458-X.
- mit M. C. Angermeyer (Hrsg.): Die Angehörigengruppe. Familien mit psychisch Kranken auf dem Wege zur Selbsthilfe. Enke, 1984.
- Das Ende der Anstalt. Der mühsame Alltag der Psychiatriereform. Psychiatrie Verlag, 1985.
- Der Patientensuizid. Psychiatrie Verlag, 1988. (2. Aufl. 1990)
- Suizidprophylaxe bei Psychischen Störungen. Psychiatrie Verlag, 1989. (4. Aufl. Psychiatrie Verlag und Thieme Verlag, 1997)
- mit Ulrike Hoffmann-Richter (Hrsg.): Was ist Sozialpsychiatrie? Psychiatrie Verlag, Bonn 1995, ISBN 3-88414-170-8.
- Massenmord ohne Schuldgefühl. Edition Das Narrenschiff. Psychiatrie Verlag, Bonn 1996, ISBN 3-88414-197-X (1. Fassung: Auf dem Dienstweg, 1984).
- Das Pinelsche Pendel. Die Dimension des Sozialen im Zeitalter der Biologischen Psychiatrie. Edition Das Narrenschiff. Psychiatrie Verlag, Bonn 1998, ISBN 3-88414-287-9.
- Psychose und Stigma. Psychiatrie Verlag 2000. (2. Auflage 2003; Russisch 2001).
- Eine Kurze Geschichte der Psychiatrischen Tagesklinik. Edition Das Narrenschiff. Psychiatrie Verlag, Bonn 2003, ISBN 3-88414-354-9.
- Medikamentenbehandlung bei Psychischen Störungen. Psychiatrie Verlag 1979. (14. Auflage 2004; Neufassung: 2. Aufl. 2009)
- Das Sterben der anderen. Sterbehilfe in der Diskussion. Psychiatrie Verlag, Bonn 2009, ISBN 978-3-86739-047-7.
- Schizophrenie. Die Krankheit verstehen, behandeln, bewältigen. Psychiatrie Verlag, Köln 2011, ISBN 978-3-96605-046-3.
- Warum werden unsere Kranken eigentlich wieder gesund? Räsonieren über das Heilen. Edition Das Narrenschiff. Psychiatrie Verlag, Bonn 2002, ISBN 3-88414-303-4. (Neuausgabe: Mabuse-Verlag, Frankfurt am Main 2012, ISBN 978-3-86321-023-6)